# Massimiliano Di Franco
Massimiliano Di Franco (San Cataldo, 7 febbraio 1978) è un pallavolista italiano.
Giocava nel ruolo di centrale.

## Palmarès
- Campionato italiano: 1

1997-98
- Coppa CEV: 1

1997-98